# Heart of a Dog
Heart of a Dog is een Amerikaanse beschouwende film uit 2015, geschreven en geregisseerd door Laurie Anderson. De film ging in première op 8 september op het 72ste Filmfestival van Venetië. De film was in Nederland te zien in 2016 op het Internationale Film Festival van Rotterdam (IFFR)

## Verhaal
Deze film is een persoonlijk essay van Laurie Anderson over thema's als de liefde, de dood en de taal. De stem van de regisseur is een constante aanwezigheid in de verhalen over haar hond Lolabelle (gespeeld door Archie), haar moeder, jeugdfantasieën en politieke en filosofische theorieën. De beeldtaal bevat onder andere animatie en 8mm-films uit de kindertijd van Anderson.